# Jipapad
Jipapad ist eine philippinische Stadtgemeinde in der Provinz Eastern Samar. Sie hat 7885 Einwohner (Zensus 1. August 2015).

## Baranggays
Jipapad ist politisch in 13 Baranggays unterteilt.
- Agsaman
- Cagmanaba
- Dorillo
- Jewaran
- Mabuhay
- Magsaysay
- Barangay 1 (Pob.)
- Barangay 2 (Pob.)
- Barangay 3 (Pob.)
- Barangay 4 (Pob.)
- Recare
- Roxas
- San Roque